# Niccolò Sagundino

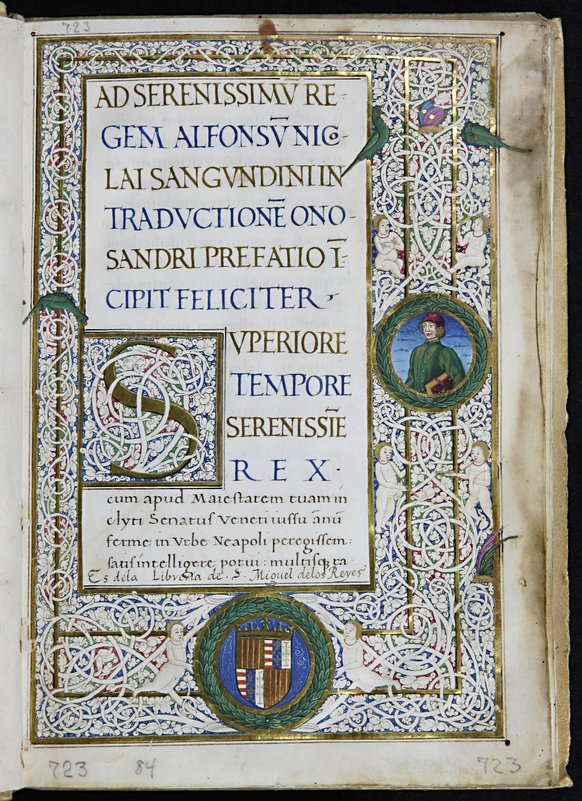
Onasanders Buch über die Kriegskunst, ins Lateinische übersetzt von Niccolò Sagundino

Niccolò Sagundino (* um 1402 in Chalkis, dem Hauptort der Insel Euböa (Negroponte); † 22. März 1464 in Venedig) war ein Venezianer griechischer Abstammung, der als Übersetzer, Diplomat und Humanist bekannt war.

## Biografie
Über den familiären Hintergrund und die Ausbildung Niccolò Sagundinos ist wenig bekannt. Sein Vater hieß Manuel, der Name der Mutter ist unbekannt. Die Insel Euböa, zeitgenössisch bezeichnet als Negroponte, stand unter venezianischer Herrschaft; Griechisch war Sagundinos Muttersprache, doch lernte er auch Latein und Venezianisch. Die Kenntnis der antiken Literatur, die er später bewies, weist auf eine qualitätvolle Schulbildung. 
Als ein osmanisches Heer nach zweimonatiger Belagerung am 29. März 1430 die von den Venezianern verteidigte Stadt Thessaloniki eroberte, geriet Niccolò Sagundino mit Frau und Kindern für 13 Monate in Haft. Dass sie als Familie zusammenblieben und nicht als Sklaven verkauft wurden, legt nahe, dass Sagundino schon zu dieser Zeit als bedeutende Person galt. In die gleiche Richtung weist der Bericht über den Fall Thessalonikis im Codex Morosini, der Niccolò Sagundino als einen von wenigen Überlebenden namentlich nennt. Einen Monat später beauftragte Venedig seinen Flottenkapitän Silvestro Morosini, einen Friedensvertrag mit den Osmanen auszuhandeln und die Freilassung venezianischer Vollbürger (civites) und Untertanen (fideles) zu fordern. Ein solcher fidelis, ein Fremder in venezianischen Diensten, war auch Sagundino. Als er 1431 schließlich freikam, kehrte er mit seiner Familie besitzlos nach Negroponte zurück und bat in einer Supplikation um Unterstützung. Diese wurde ihm am 17./18. Juli 1434 in Anbetracht seiner erwiesenen Loyalität und Integrität gewährt: Er erhielt eine Anstellung als Übersetzer. Der Große Rat von Venedig ernannte ihn für drei Jahre zum advocatus curiae für seine Heimatinsel.
Während des Konzils von Ferrara-Florenz 1438/1439 machte Sagundinos Karriere und Bekanntheit große Fortschritte; er bewährte sich dort als „genialer Simultandolmetscher“ bei den theologischen Disputationen zwischen Lateinern und Byzantinern. Sagundino war als Übersetzer nicht erste Wahl, aber der Humanist Francesco Filelfo hatte dem Konzil abgesagt. Da Papst Eugen IV. Venezianer war, brachte er wahrscheinlich Sagundino als Ersatz ins Gespräch. Der Briefwechsel zwischen Sagundino und Bessarion, dem Metropoliten von Nikaia und führenden byzantinischen Theologen, deutet darauf hin, dass beide sich bereits länger kannten.
Nach der Eroberung von Konstantinopel am 29. Mai 1453 durch ein osmanisches Belagerungsheer entsandte Venedig am 5. Juli eine Delegation unter Leitung des Patriziers Bartolomeo Marcello zu Sultan Mehmed II., um die venezianischen Interessen im östlichen Mittelmeerraum abzusichern. Sagundino gehörte ihr als Kenner des osmanischen Hofs (in curia Teucri pratica) an. Marcello sandte Sagundino anschließend nach Venedig zurück, um dem Rat über die Verhandlungen zu berichten. Im Januar 1454 trug er am Hof des Königs Alfons V. in Neapel in Anwesenheit von Repräsentanten anderer italienischer Staaten seine Eindrücke vom osmanischen Hof vor; der Sieneser Francesco Aringhieri berichtete beeindruckt nach Hause, dass Sagundino nicht nur ein differenziertes Bild des Sultans und seines Reiches vermittelte, sondern auch Vorschläge machte, wie das osmanische Vordringen aufgehalten werden könnte. Zwischen 1455 und 1458 reiste Sagundino mehrfach im diplomatischen Dienst Venedigs an den Hof von Neapel. Als Auswärtiger (homo novus) in Venedig betrachtete Sagundino den Patrizier Fantino Coppo als seinen Patron, der ihm half, in der Lagunenstadt Fuß zu fassen. Die Protektion weiterer venezianischer Persönlichkeiten gewann Sagundino durch literarische Werke: Für den Humanisten Domenico Morosini übersetzte er zwei Reden des Demosthenes, für Jacopo Antonio Marcello, dessen Sohn gestorben war, verfasste er eine Trostschrift. Alfons V. von Neapel beauftragte ihn damit, seine große Rede über die Verhältnisse am osmanischen Hof schriftlich auszuarbeiten. In Neapel kam Sagundino in Kontakt mit anderen griechischen Emigranten; gemeinsam mit Theodorus Gaza und Bartolomeo Facio arbeitete er an einer Neuübersetzung von Arrians Geschichtswerk. Enea Silvio Piccolomini, zu dieser Zeit Bischof von Siena, beauftragte ihn mit einer Abhandlung über die Ursprünge des Osmanischen Reichs: Liber de familia Autumanorum id est Turchorum ad Aeneam Senarum episcopum (1456). Sagundino zufolge stammten die Osmanen von den Skythen ab – daher ihre Barbarei und ihre Gegnerschaft zum Christentum. 
Eine persönliche Krise erlebte Sagundino, als er 1460 von Venedig nach Kreta segelte und Schiffbruch erlitt. Seine Frau und zwei Söhne starben; die Familie verlor ihren ganzen Besitz. Ein Hilfsgesuch Sagundinos für sich, seinen einzigen überlebenden Sohn Alvise und mehrere Töchter wurde von der Republik Venedig positiv aufgenommen.
Im Sommer 1461 reiste Sagundino noch einmal als Diplomat an den Hof Mehmeds II., um ein Ende der osmanischen Überfälle auf die venezianischen Besitzungen Methoni und Koroni zu erwirken. Er berichtete seinen Auftraggebern von einer ganz feindseligen Einstellung des Sultans.
Niccolò Sagundino starb im Jahr 1464 nach längerer Krankheit, wahrscheinlich einer halbseitigen Lähmung. Sein Sohn Alvise erhielt eine lebenslange Anstellung als Sekretär Venedigs und reiste als Diplomat an den osmanischen wie auch mamlukischen Hof; er starb 1506 in Kairo. Einer der Söhne Alvises, Niccolò († 1551), hatte das Amt des Großkanzlers von Venedig inne.